# La señorita Hargreaves
La señorita Hargreaves (en inglés: Miss Hargreaves) es una novela inglesa de humor, escrita por Frank Baker y publicada en 1940. Trata de cómo la imaginación puede crear realidades inesperadas.

## Argumento
El joven Norman Huntley y su amigo Henry disfrutan de sus vacaciones viajando por Irlanda del Norte. En un pequeño pueblo les sorprende un inesperado aguacero y se guarecen en el interior de la iglesia.
El sacristán les muestra el interior del templo y durante las explicaciones Norman afirma conocer a una vieja amiga del vicario, Miss Hargreaves, personaje totalmente inventado por él en ese momento. Ante el interés del sacristán por tal dama, Norman y su amigo, en broma, van inventándose más detalles de la ficticia anciana.
Pero la fantasía se hará realidad. De vuelta a su ciudad, Cornford, y a la cotidianidad de sus vidas, Norman recibe la visita de una anciana que dice llamarse Constance Hargreaves y que le conoce. La extraordinaria coincidencia de todos los detalles que rodean a tal personaje y lo que se habían inventado hace creer a Norman, en un principio, que se trata de una broma de su amigo Henry, aunque poco a poco se va convenciendo de que es algo creado por él en su fantasía y que se ha convertido en realidad.
La aparición de este personaje ficticio y real a la vez alterará la vida de la ciudad y, en mayor medida, las de Norman y sus familiares y conocidos.

## Personajes

### Norman Huntley
Joven de veintitrés años, toca el órgano durante los oficios en la catedral de su ciudad, Cornford. También estudia piano y trabaja a ratos en la librería de su padre. Crea, de su imaginación, el personaje de miss Hargreaves, convertido luego en realidad.

### Constance Hargreaves
Miss Hargreaves, o lady Hargreaves, es una anciana octogenaria inventada por Norman y su amigo Henry. Escribe poesía, toca el arpa, con la cual viaja a todas partes así como con un loro enjaulado y una perra. Todo esto era imaginado por Norman y Henry, pero en la realidad también es así.

### Henry Beddow
Amigo de Norman desde la escuela, le acompaña en un viaje por Irlanda del Norte. Allí se inventan entre los dos el personasje que da nombre a la novela. Tras la aparición en la ciudad de la anciana, Henry duda de su amigo, pero después se convence y le ayuda en su plan final para acabar con ella.

### Cornelius Hantley
Padre de Norman. Tiene una librería de libros de ocasión tan desordenada y caótica como lo es su conversación. Juega al ajedrez, toca el violín y compone música.

### Marjorie
Novia de Norman. La presencia de miss Hargreaves dificulta la relación de pareja. Los celos y la falta de explicaciones por parte de Norman sobre cómo conoció a la anciana dama, crean malestar y desconfianza hacia él.

## MissHargreaves, poeta
A lo largo de la obra se nos van dando pequeñas muestras de los poemas que miss Hargreaves compuso y publicó en un libro titulado Gavillas al borde del camino. Al final de la novela se incluyen unos pocos poemas de la obra. Tanto los fragmentos como los poemas del final están traducidos por Esteban Pujals.

## Adaptaciones de la obra
Fue adaptada por el propio autor como obra de teatro y estrenada en 1952 en Londres en el Royal Court Theatre con Margaret Rutherford en el papel principal femeninoo. También fue emitida una versión radiofónica por la BBC el 14 de mayo de 1951 y una adaptación televisiva en Estados Unidos por la CBS en el programa Studio One, el 24 de marzo de 1952.